# Labastide-Monréjeau

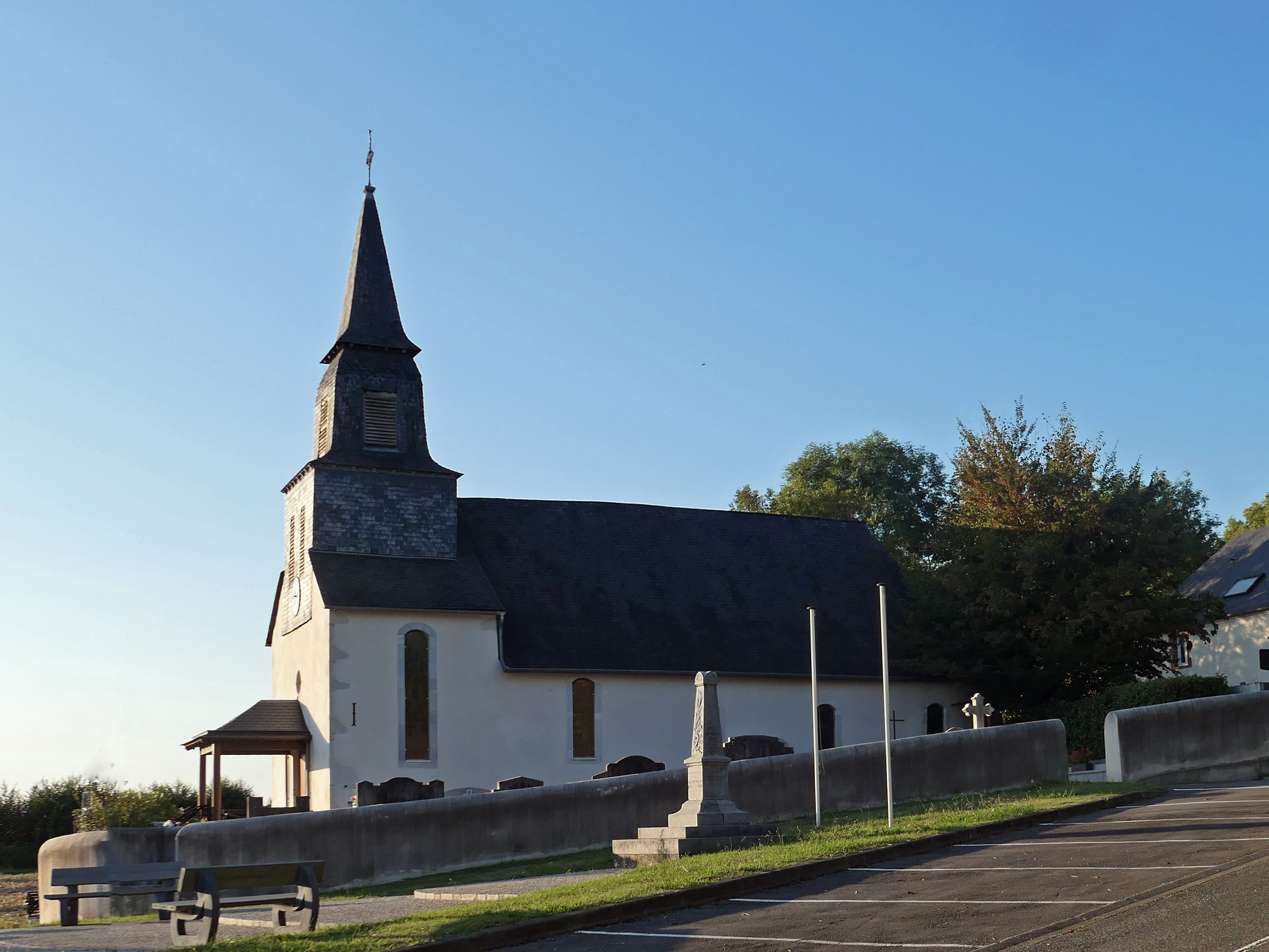
Kirche Saint Jean Baptiste in Labastide-Monréjeau (2021)

Labastide-Monréjeau ist eine französische Gemeinde mit 594 Einwohnern (Stand 1. Januar 2022) im Département Pyrénées-Atlantiques in der Region Nouvelle-Aquitaine (vor 2016: Aquitanien). Die Gemeinde gehört zum Arrondissement Pau und zum Kanton Artix et Pays de Soubestre (bis 2015: Kanton Arthez-de-Béarn).
Der Name in der gascognischen Sprache lautet La Bastida Montrejau.

## Geographie
Labastide-Monréjeau liegt ca. 25 km nordwestlich von Pau in der historischen Provinz Béarn.
Umgeben wird der Ort von den Nachbargemeinden:
| Serres-Sainte-Marie | Cescau                                      |         |
| Artix               | Kompassrose, die auf Nachbargemeinden zeigt | Denguin |
|                     | Labastide-Cézéracq                          |         |

Labastide-Monréjeau liegt im Einzugsgebiet des Flusses Adour. Die Laulouze, ein Nebenfluss des Gave de Pau, strömt zusammen mit einem seiner Zuflüsse, dem Habernet, durch das Gebiet der Gemeinde.

## Geschichte
Hügelgräber und vor allem der Fund eines Faustkeils, eines Werkzeugs der Jungsteinzeit, belegen eine frühe Inbesitznahme des Gemeindegebiets durch Menschen. Zu Beginn der Zeitrechnung wurde auf dem Gebiet der Gemeinde eines der größten römischen Militärlager im heutigen Südwesten Frankreichs aufgebaut. Seine Oberfläche von rund zehn Hektar bot Platz für 20.000 bis 30.000 Menschen, geschützt durch einen 15 m hohen Ringwall. Die Datierung lässt sich anhand der auf dem Areal gefundenen Objekte, einem Mühlstein und Tonscherben, vornehmen.
1350 ist das Dorf als Bastide aufgebaut, um das Gavetal und die Salzstraße, die unterhalb des Dorfes verlief, zu überwachen. Diese Lage trug zum Wohlstand der Gemeinde bei und erklärt die relative Größe in jener Zeit. Bei der Volkszählung im Béarn im Jahr 1385 wurden in Labastide-Monréjeau 37 Haushalte verzeichnet und vermerkt, dass der Ort zur Bailliage von Pau gehörte. Haushalte von Pfarrer, Handwerkern und Ärzten wurden hierbei erfasst. In der Folgezeit war Labastide-Monréjeau Hauptsitz des Notariats eines Bezirks, der rund ein Dutzend der umliegenden Gemeinden umfasste. Am Ende des 18. Jahrhunderts wurde die Bastide aufgegeben und der Ortskern wurde von den Durchgangsstraßen weg an den Fuß der waldreichen Anhöhe über dem Gavetal verlegt.
Toponyme und Erwähnungen von Labastide-Monréjeau waren:
- Mont-Reyau (1352, Notare von Pardies),
- La Bastide de Mont-Reyau (1385, Volkszählung),
- La Bastide-Monreyau (1440, Volkszählung),
- Labastide Monréjau (1793, Notice Communale) und
- (La) Bastide-Monréjau (1863, Dictionnaire topographique Béarn-Pays basque).[5][6]

### Einwohnerentwicklung
Nach ersten Höchstständen der Einwohnerzahl von über 300 in der ersten Hälfte des 19. Jahrhunderts ist die Zahl bis zu den 1950er Jahren insgesamt um rund die Hälfte auf rund 150 gesunken. Seitdem ist ein starkes Wachstum der Gemeinde zu verzeichnen. 
| Jahr      | 1962 | 1968 | 1975 | 1982 | 1990 | 1999 | 2006 | 2009 | 2022 |
| --------- | ---- | ---- | ---- | ---- | ---- | ---- | ---- | ---- | ---- |
| Einwohner | 151  | 180  | 190  | 194  | 304  | 349  | 445  | 519  | 594  |

## Sehenswürdigkeiten
- Pfarrkirche, gewidmet dem Apostel Johannes. Sie ist im 16. Jahrhundert vom Friedhof umgeben erbaut. Ihr Langbau birgt ein Kirchenschiff, ihr Dach sowie das Pyramidendach des Helms des Glockenturms ist wie bei den meisten Kirchen der Region mit Schiefer gedeckt. 1866 wurden Arbeiten zur Restaurierung und Vergrößerungen nach Plänen des Architekten Henri d’Arnaudat durchgeführt.[9][10] Eine Statue Marias, der Mutter Jesu Christi, ist auf einem Altar in der Kirche aufgestellt, der ihr gewidmet ist. Das Werk entspricht exakt den im 19. Jahrhundert nach den Marienerscheinungen in Lourdes erlassenen Ikonografie. Sie trägt einen weißen Mantel und ein weißes Kleid mit einem blauen Gürtel. Die Hände zum Beten geschlossen, das Gesicht leicht zum Himmel gewandt, trägt sie einen Rosenkranz, der von ihrem rechten Unterarm bis zu ihrem Bein herabhängt. Die einzige Abweichung von der Vorlage Marias von Lourdes ist die Krone mit Schmucksteinen, die nachträglich hinzugefügt wurde.[11] An einer Wand im Innenraum ist ein Gemälde aufgehängt, das eine Szene mit Maria mit Jesuskind und Johannes dem Täufer darstellt. Es zeigt Maria sitzend mit einem sanften Blick auf ihr Kind, das sie langgestreckt auf ihren Knien hält. Johannes an ihrer Seite schaut ebenfalls auf Jesus und berührt sein Bein. Die Szene ist in ein Halbdunkel getaucht mit einem Hintergrund aus Pflanzen und Felsen. Ein kleines Schild auf dem unteren Rand des Rahmens weist darauf hin, dass das Gemälde eine Gabe des Kaisers Napoleon ist.[12] Als Gegenstück zeigt ein weiteres Wandgemälde den heiligen Jakob mit seinen traditionellen Attributen, dem Habit eines Mönchs mit einem Mantel, einem langen Wanderstab mit einem Kreuz an der Spitze, an dem eine Feldflasche hängt, und einer Halskette mit Muschelschalen. Er trägt einen Heiligenschein und steht barfuß in einer wildwachsenden Landschaft, die linke Hand auf sein Herz haltend. Das Bild ist eine Gabe von Herrn Balague im Jahre 1870, wie ein kleines Schild auf dem unteren Rand des Rahmens anzeigt.[13] Das große steinerne, halbkugelförmige Taufbecken der Kirche ist schlicht gehalten, nur mit einem leichten Vorsprung an der Oberkante verziert. Das Becken ruht auf einem runden Fuß mit einer oktogonalen Basis, der auf einem grauen viereckigen Sockel steht. Das Weihwasser wird mit einer kegelförmigen Haube aus Metall abgedeckt, an ihrer Spitze mit einem Kreuz versehen.[14]

## Wirtschaft und Infrastruktur
Landwirtschaft und Dienstleistungen sind wichtige Wirtschaftsfaktoren der Gemeinde.

### Bildung
Die Gemeinde verfügt über eine öffentliche Grundschule.

### Sport und Freizeit
Der Rundweg Les crêtes de l’Aubin für Mountainbikes führt über eine Länge von 37,4 km durch die Gemeinde und über die waldreichen Anhöhen bei Labastide-Monréjeau mit Blick auf die Pyrenäen und auf das Gavetal.

### Verkehr
Labastide-Monréjeau ist über örtliche Straßen erreichbar, die zu den Routes départementales 32 und 817 (ehemalige Route nationale 117) führen.
Die Autoroute A64, genannt La Pyrénéenne, durchquert das Ortsgebiet. Die Ausfahrt 9 liegt teilweise auf dem Gemeindegebiet, als Trompete in rechtsgeführter Form ausgeführt, und ist über einen Kreisverkehr an die D 817 angeschlossen.
Die Eisenbahnstrecke von Pau nach Bayonne durchquert ebenfalls das Gemeindegebiet, jedoch verfügt Labastide-Monréjeau über keinen Haltepunkt.